# Johann Gottfried Büttner
Johann Gottfried Büttner (* 23. August 1809 in Münchenbernsdorf, Kurfürstentum Sachsen; † 24. Oktober 1876) war ein evangelischer Pfarrer in Ohio und Thüringen, Auswanderungsexperte und Autor.

## Leben
Johann Gottfried Büttner wurde in Münchenbernsdorf geboren, das seit 1815 zum thüringischen Großherzogtum Sachsen-Weimar-Eisenach gehörte. Er studierte evangelische Theologie in Leipzig und Jena und promovierte zum Dr. phil. 
1834 zog er nach Nordamerika, wo er 1835 in New Lisboa, Ohio ordiniert wurde. Er wirkte zunächst als Reiseprediger im Fernen Westen, war dann reformierter Prediger in St. Louis und ab 1837 in Osnaburg, Ohio. 1840 legte er diese Stelle nieder und warb auf Reisen durch das Land für die evangelische Kirche.
1841 zog Johann Gottfried Büttner nach Hamburg, wo er in den nächsten Jahren mehrere Bücher über seine Erfahrungen und die Vereinigten Staaten verfasste.
1845 wurde er zum evangelischen Pfarrer von Volkmannsdorf (mit Eßbach) im Großherzogtum Sachsen-Weimar-Eisenach eingesetzt. 
Im Revolutionsjahr 1848 war er stellvertretender Abgeordneter für den Kreis Neustadt an der Ohrla bei der Bundesversammlung oder einem Ausschuss für diese.
Seit diesem Jahr war er auch Redakteur der Allgemeinen Auswanderungs-Zeitung in Rudolstadt.
Seit seinem Ruhestand 1857 war Johann Gottfried Büttner deren Chefredakteur bis 1871 und lebte möglicherweise in Schweinfurt (?). Seit 1865 wohnte er mit seiner Frau in Liebenthal bei Baden-Baden und starb 1876.

## Publikationen
Johann Gottfried Büttner verfasste mehrere Bücher über die Vereinigten Staaten von Nordamerika, besonders über die evangelischen Kirchen dort, sowie Handbücher für Auswanderer. Er verfasste auch zahlreiche Artikel für die Allgemeine Auswanderungs-Zeitung, deren Chefredakteur er viele Jahre war.
- Kurze Geschichte der Reformation, Bei Victor Scriba, Pittsburg, Pa., 1840
- Die Enthaltsamkeits-Vereine in den nordamerikanischen Freistaaten. Fortsetzung der Baird'schen Geschichte der Mässigkeits-Gesellschaft in den Vereinigten Staaten Nord Amerika's bis zum Jahre 1842, 2. Auflage 1843

- Die Vereinigten Staaten von Nord-Amerika. Mein Aufenthalt und meine Reisen in denselben vom Jahre 1834 bis 1841, 2. Band, Hamburg 1844,   Digitalisat, auch 1846

- Warnungen und Rathschläge der deutschen Gesellschaft in New-York an Auswanderer, Hamburg 1845 Digitalisat

- Briefe aus und über Nordamerika, oder Beiträge zu einer richtigen Kenntniss der Vereinigten Staaten und ihrer Bewohner, besonders der deutschen Bevölkerung, in kirchlicher, sittlicher, socialer, und politischer Hinsicht, und zur Beantwortung der Frage über Auswanderung, nebst Nachrichten über Klima und Krankheiten in diesen Staaten, Arnoldische Buchhandlung, Dresden, Leipzig 1845 Digitalisat, 2. Ausgabe  1847

- Die hochdeutsche reformirte Kirche in den Vereinigten Staaten von Nord-Amerika, von ihrer Gründung bis auf die neueste Zeit, nebst vier Beilagen,  Bockelmann, Schleiz, 1846

- Das jedem nach den Vereinigten Staaten von Nord-Amerika unentbehrliche Büchlein, Bayreuth 1849
- Der Staat Ohio. Eine geographisch-statistisch-topographische Beschreibung für Einwanderer, Buchner, Bayreuth, 1849

- Leitfaden für Auswanderer nach den Vereinigten Staaten von Nord-Amerika, Texas, Brasilien, etc. oder   oder Wer darf und soll auswandern, wer nicht? (...), Bamberg 1853, mit Traugott Bromme

- Traugott Bromme's Hand- und Reisebuch für Auswanderer und Reisende nach Nord-, Mittel- und Südamerika, siebente sehr vermehrte Ausgabe, Bamberg 1853 Digitalisat